# 56 Pułk Piechoty West Essex
56 pułk piechoty West Essex (ang. 56th (West Essex) Regiment of Foot) - pułk piechoty brytyjskiej sformowany w 1755 jako 58 pułk piechoty (58th Regiment of Foot).
Numer 56 uzyskał 25 grudnia 1756, kiedy to rozwiązano pułki o numerach 50 i 51.
56 pułk piechoty West Essex przestał istnieć w 1881, kiedy to w ramach tzw. Childers Reforms wraz z 44 pułkiem piechoty East Essex stworzył pułk Essex (The Essex Regiment).